# Красуня з нетрів (фільм)
Красуня з нетрів (англ. Trishna) — англійський фільм-драма 2011 року режисера Майкла Вінтерботтома.

## Сюжет
Історія за твором Томаса Гарді «Тесс із роду д'Ербервіллів», перенесена з вікторіанської Англії в сучасну Індію, екранізована відомим британським режисером Майклом Вінтерботтомом.
Трішна — дівчина з передмістя, щастя посміхнулося їй білозубою посмішкою молодого англійця Джея, який приїхав працювати в готелі свого батька. Щире й ніжне почуття захопило обох, і, здавалося б, в 21 столітті йому вже не можуть завадити класові забобони і різниця в освіті. Але закони людського суспільства не сильно змінилися з часів Томаса Гарді.

## У ролях
- Фріда Пінто — Трішна
- Різ Ахмед — Джей
- Калкі Кеклен — Калкі